# أليخاندرو بيريز (لاعب كرة قدم)
اليخاندرو بيريز (بالإسبانية: Alejandro Pérez Navarro) (11 أغسطس 1991 مدريد إسبانيا - ) هو لاعب كرة قدم إسباني يلعب كمدافع.

## روابط خارجية
- أليخاندرو بيريز على موقع الاتحاد الأوربي (الإنجليزية)
- أليخاندرو بيريز على موقع قاعدة بيانات كرة القدم.إي يو (الإنجليزية)
- أليخاندرو بيريز على موقع Soccerway.com (الإنجليزية)
- أليخاندرو بيريز على موقع عالم كرة القدم.نت (الإنجليزية)
- أليخاندرو بيريز على موقع AS.com (الإسبانية)